# Xanthodonta brunnea
Xanthodonta brunnea är en fjärilsart som beskrevs av M.Gaede 1928. Xanthodonta brunnea ingår i släktet Xanthodonta och familjen tandspinnare. Inga underarter finns listade i Catalogue of Life.